# Hren ljuti
Hren (lat. Armoracia rusticana, sinonim Cochlearia armoracia) je višegodišnja zeljasta biljka iz porodice Brassicaceae. 
Raste po vlažnim mjestima, gotovo diljem cijelog svijeta, no vjeruje se da je porijeklom iz Europe. Uzgaja se zbog korijena, koji služi kao začin. Naraste do oko 1 m. Ima vrlo velike, po obodu nazubljene listove i dugačke cvatove s bijelim sitnim cvjetovima.
Korijen je do 6 cm debeo, i dugačak do oko 1 m. Gore je zadebljao i ima više glava. Izvana je žućkasto-sivkast, a iznutra bijel, i dok je mlad nije žilav. Ima intenzivan karakterističan okus. Bez mirisa je, osim ako se struže, kada razvija posebno ljut miris koji izaziva jako suzenje očiju. Upotrebljava se samo svjež korijen, no jestivo je i mlado lišće. Može se dugo sačuvati u podrumu zakopan u vlažan pijesak. Samonikao raste uz rijeke i jezera, te na vlažnim livadama i zapuštenim površinama.
U kemijskom sastavu ima sinigrin, koji se raspada na alil-izo-sulfocijanid, glukozu i kalij-hidrogensulfat. Sadrži i šećer, asparagin, glutamin i dr. Hren je omiljen narodni lijek i zdrav začin. Najviše se upotrebljava sirov. Djelovanje mu je slično gorušici, koja se koristi za izradu senfa. 

## Galerija
- Lišće i cvjetovi hrena.
- Korijeni hrena.
- Presjek stabljike hrena.
- Mladi listari hrena (armoracia rusticana) u pjesku